# José Echenagusia

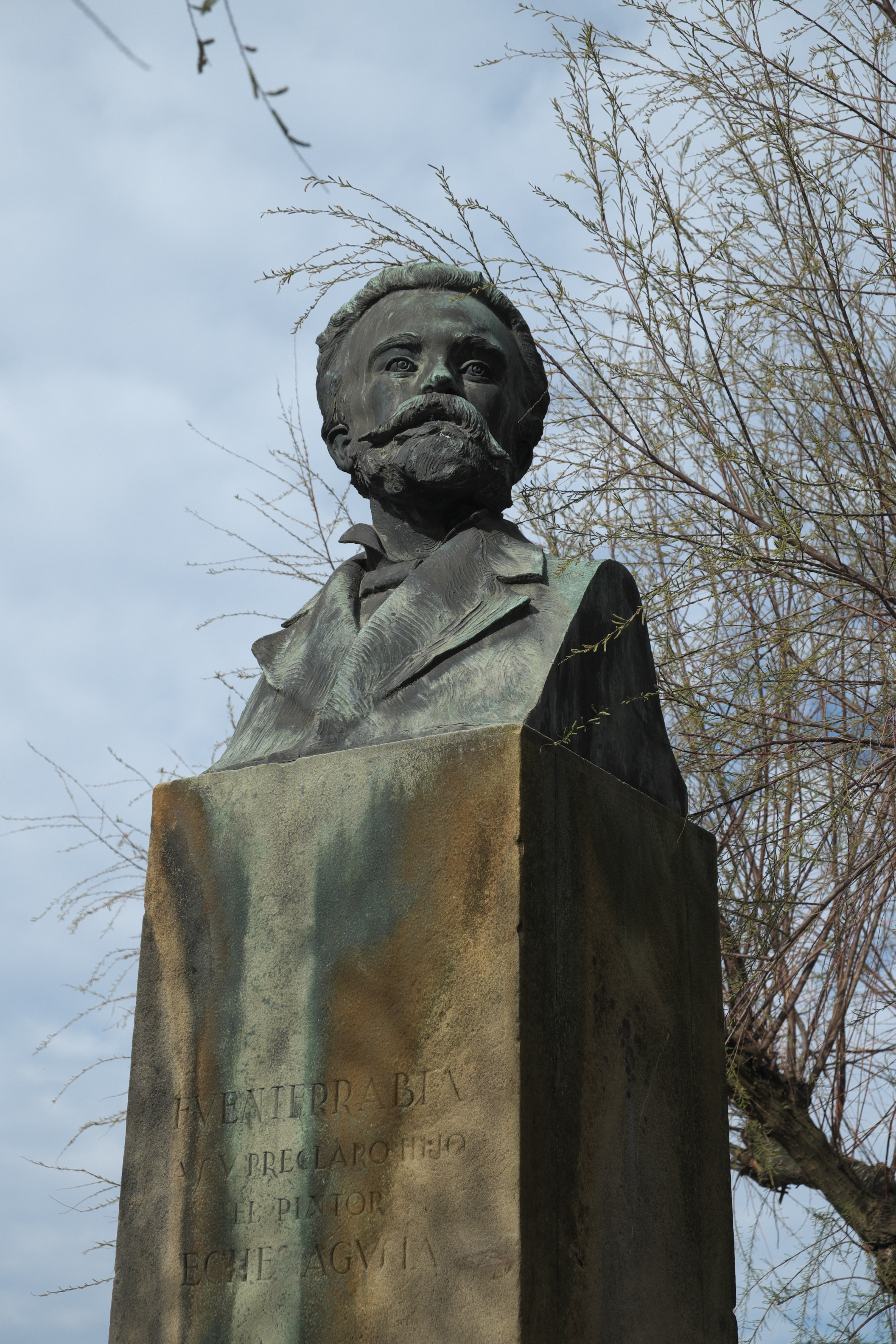
Busto de José Echenagusia en Fuenterrabía

José Ignacio Luis Echenagusia Errazquin, apodado Echena (Fuenterrabía, Guipúzcoa, 1 de febrero de 1844 - Roma, 1912) fue un pintor español cuyo estilo se sitúa entre el academicismo y el preciosismo. Pertenece, por tanto, a la corriente ortodoxa o conservadora dominante en la época, que fue reacia a las novedades del impresionismo y el modernismo. Echena fue, junto con Eduardo Zamacois, el primer artista vasco de proyección internacional, anterior en varias décadas a Ignacio Zuloaga.

## Vida y obra
Nació en el seno de una familia medianamente acomodada y con cultura. Gracias a ello, cursó estudios en el Real Seminario de Vergara, lo cual no era usual entre los jóvenes de una localidad provinciana como era Fuenterrabía. Luego consiguió un empleo en el Gobierno Civil de Burgos, pero su interés por el arte le llevó a mudarse a Bilbao. Allí se formó en dibujo y pintura, y conoció a Anselmo Guinea.
Al estallar la tercera guerra carlista (1872) Echenagusía optó por viajar a Francia, a fin de completar su formación como pintor. Le interesaban artistas de éxito como Meissonier y Mariano Fortuny. Luego, gracias al cobro de una herencia, pudo viajar a Italia, meca de todos los artistas europeos de tradición academicista, que se mostraban reacios a la ruptura que suponía el impresionismo, cuyos seguidores se concentraban en París.

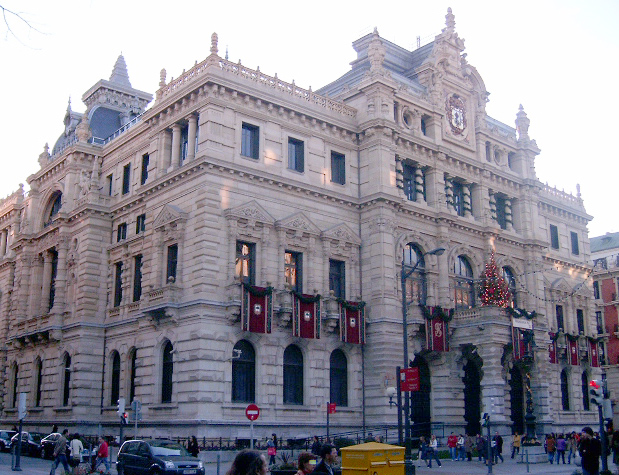
Palacio de la Diputación Foral de Vizcaya en Bilbao, que Echena decoró con sus mejores obras.

Tras una etapa en Venecia, Echenagusía se instaló en Roma hacia 1876 y entró en el círculo de artistas españoles de la ciudad, que incluía al andaluz José Villegas Cordero. Villegas, al no poder pronunciar el difícil apellido vasco Echenagusía, decía «Echena...y no sé qué», de lo que surgió el apodo abreviado Echena, que el mismo pintor empezó a emplear como firma.
Echena despuntó en Roma como pintor de pequeños formatos (tableautins) al estilo de Mariano Fortuny. Sus temas recurrentes eran los llamados de casacón: escenas historicistas de soldados y ambientes cortesanos. También pintó paisajes de Venecia, de los que existe algún ejemplo en la colección de la Fundación Kutxa de San Sebastián. Empleaba para estos cuadros una pincelada suelta y menuda, al estilo preciosista, con un colorido vivo. Para los grandes formatos, Echena seguía recetas de maestros antiguos como Giambattista Tiépolo y Mengs; normalmente, sintonizan menos con el gusto actual.
En 1882 retornó a Fuenterrabía, donde hizo diversos trabajos: diseñó el nuevo escudo de la villa y los trajes para la procesión de Semana Santa, y también pintó el mural Cristo subiendo al Calvario en la iglesia de Santa María.
Su éxito comercial radicó, con todo, en los formatos reducidos. Diversas casas reales adquirieron obras suyas. Su pintura más ambiciosa fue Cristo en el Gólgota, que en 1884 ganó una Medalla de 2ª Clase en la Exposición Nacional de Madrid. Luego fue dada a conocer en reproducciones por la firma Goupil & Cie.. Lamentablemente, dicha pintura se da por perdida y apenas subsiste una versión reducida (colección del Grupo Santander, Boadilla del Monte).
El resto de su vida Echena lo pasó en Roma, donde falleció por unas fiebres. Antes, dejó como su obra principal las pinturas del Palacio de la Diputación Foral de Vizcaya en Bilbao: dos famosos murales en el Salón del Trono (Juramento de los Fueros y La pacificación), reproducidos en numerosos libros, y en otra sala un techo circular inspirado en Las hilanderas de Velázquez. También efectuó algunos trabajos en el cercano Palacio Chávarri, actual Gobierno Civil. Echena abordó también el género del retrato (Retrato de Labayru) y diseñó una vidriera; tanto un boceto como el vitral definitivo se hallan en el Palacio Foral de San Sebastián.
Otro ejemplo singular es el gran cuadro Sansón y Dalila (Museo de Bellas Artes de Bilbao).

## Galería de pinturas

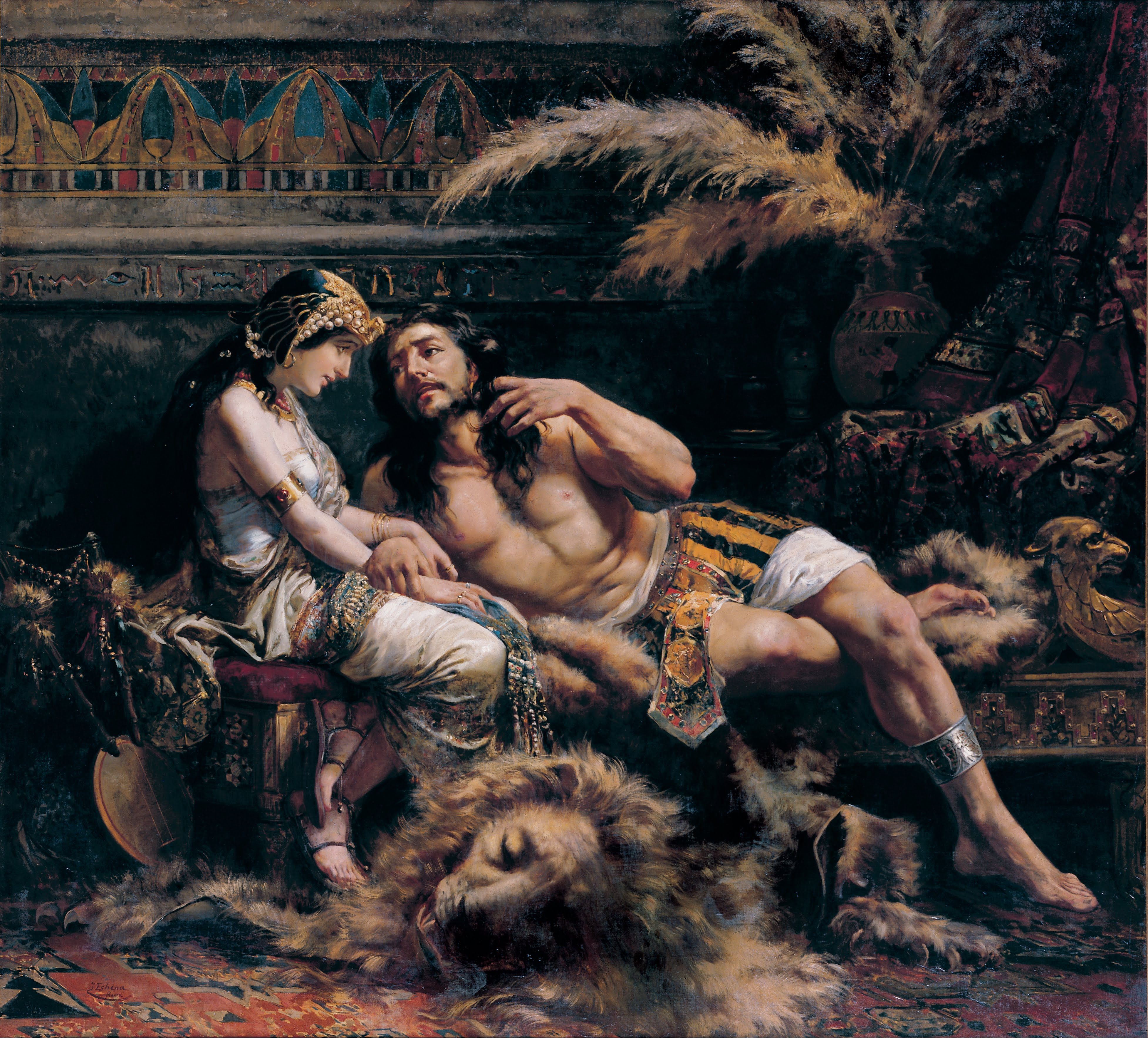
Sansón y Dalila, gran óleo sobre lienzo pintado por Echena en 1887 (Museo de Bellas Artes de Bilbao).
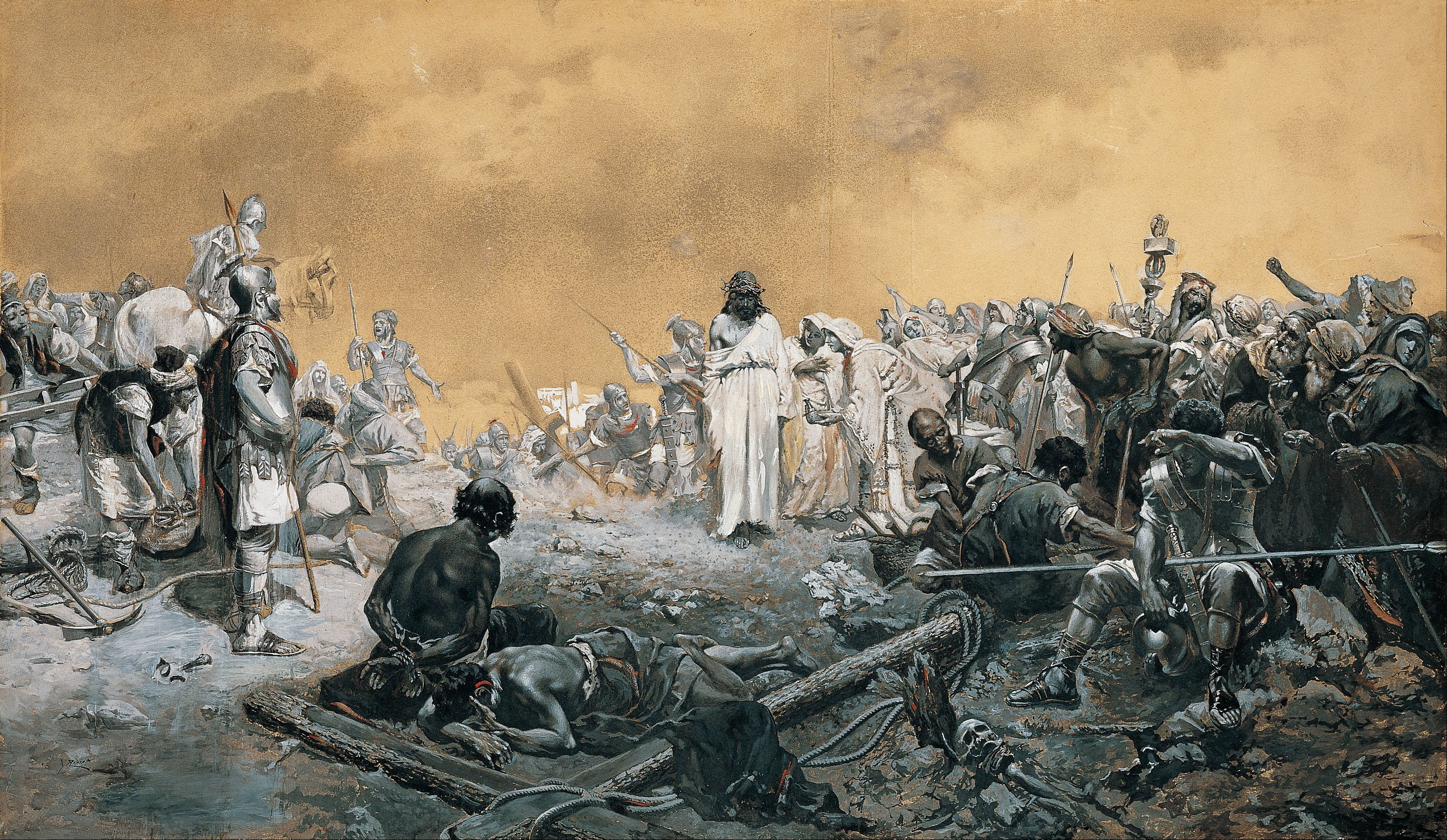
Cristo en el Gólgota, boceto del gran cuadro presentado en la Exposición Nacional de Madrid en 1884. Aguada en grisalla sobre papel. Colección de la Fundación Banco Santander (Boadilla del Monte).